# Deutsche Biertrinker Union

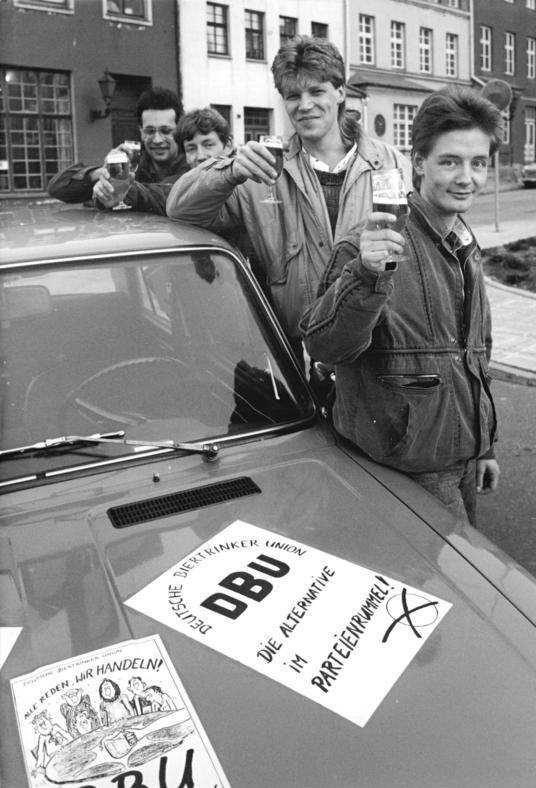
Vorstandsmitglieder der DBU am 15. März 1990 in Rostock

Die Deutsche Biertrinker Union (DBU) war eine Kleinpartei in Deutschland, die sich in der Deutschen Demokratischen Republik kurz vor der Volkskammerwahl 1990 in Rostock gründete und als Spaßpartei bzw. Bierpartei gilt. Zur Partei gehörten Mitte März 1990 der Student Andreas Häse (Geschäftsführer), Jan Hackmann (stellvertretender Geschäftsführer), Mathias Krack (Pressesprecher), Steffen Hackmann (Schatzmeister) und Rüdiger Fuhrmann (Vorstandsmitglied).
Nach eigenen Angaben hatte die DBU bis zu 900 Mitglieder.

## Wahlbeteiligungen
Bei der Volkskammerwahl 1990 trat die DBU nur im Bezirk Rostock an und erhielt 2.534 Stimmen (0,4 % beziehungsweise 0,0 % in der DDR). Die Mottos lauteten u. a. „Schwerter zu Bierhumpen“ (Abwandlung von „Schwerter zu Pflugscharen“) und „Wir sind gegen ausländisches Dünnbier“.
Bei den ersten Landtagswahlen nach der Wiedervereinigung im Oktober 1990 trat sie in allen fünf neuen Ländern an. In der Unterhaltungssendung Im Krug zum grünen Kranze vom 2. Oktober hatten DBU-Vertreter wie Bernd Gutsmann Gelegenheit, ihre Ziele zu erläutern.
Bei der ersten Landtagswahl in Mecklenburg-Vorpommern erzielte die DBU mit 0,6 Prozent der Stimmen ihr bestes Landtagswahlergebnis und erreichte auf kommunaler Ebene ein Mandat in Rostock und im Kreistag Parchim. In Sachsen kam sie mit 29 Kandidaten auf 0,5 Prozent, und in den übrigen neuen Ländern auf jeweils 0,3 Prozent.
Zur ersten gesamtdeutschen Bundestagswahl 1990 wurde die DBU nicht zugelassen und verlor dadurch schnell an Bedeutung.

## Inhaltliches Profil
Die DBU beschränkte sich in ihrem Wahlprogramm auf Fragen des Bierrechts, besonders engagierte sie sich für die Einhaltung des deutschen Reinheitsgebots, für die Beibehaltung der in der DDR staatlich subventionierten Bierpreise und für die Aufhebung der Sperrstunde.